# Petro Midianka

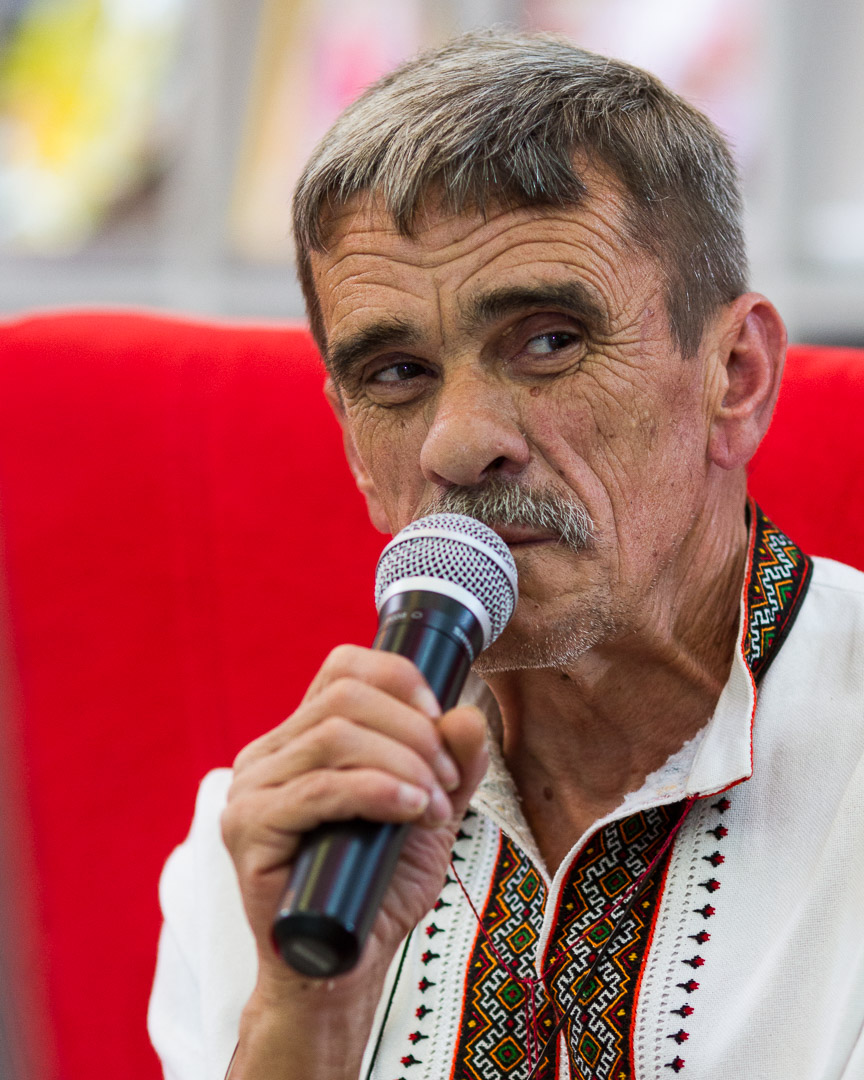
Petro Midianka, 2015

Petro Mykołajowycz Midianka (ukr. Петро Миколайович Мідянка), ur. 14 maja 1959 r. we wsi Szyrokyj Łuh - ukraiński poeta.
W 1982 r. ukończył studia na Wydziale Filologii Państwowego Uniwersytetu w Użhorodzie. Od 1982 roku wykłada ukraiński język i literaturę w szkołach we wsiach Nowocelyca i Tysolowo (rejon Zakarpacki).
Zaczął wydawać swe utwory w 1974 roku. Autor tomów poezji Pobih (1987), Oseredok (1994), Farametlyky (1994), Zelenyj fyres (1999), Trawa Hospodnia (2001), Dyżma (2003), Jarminok (2009).
Publikowany w antologiach Visimdesjatnyky, Vesny rozspivanoji kniaz, Zvukove pysmo, Sto rokiv junosti.
Laureat nagród Blagovist (1995), Bu-Ba-Bu (1995), nagrody im. F. Potuszniaka (1999), Ogólnoukraińskiego Konkursu Nauczyciel Roku 1998 w kategorii ukraiński język i literatura.
Poezja P. Midianki została przetłumaczona na języki: rosyjski, węgierski, angielski, czeski, serbochorwacki.